# Mieszkanie

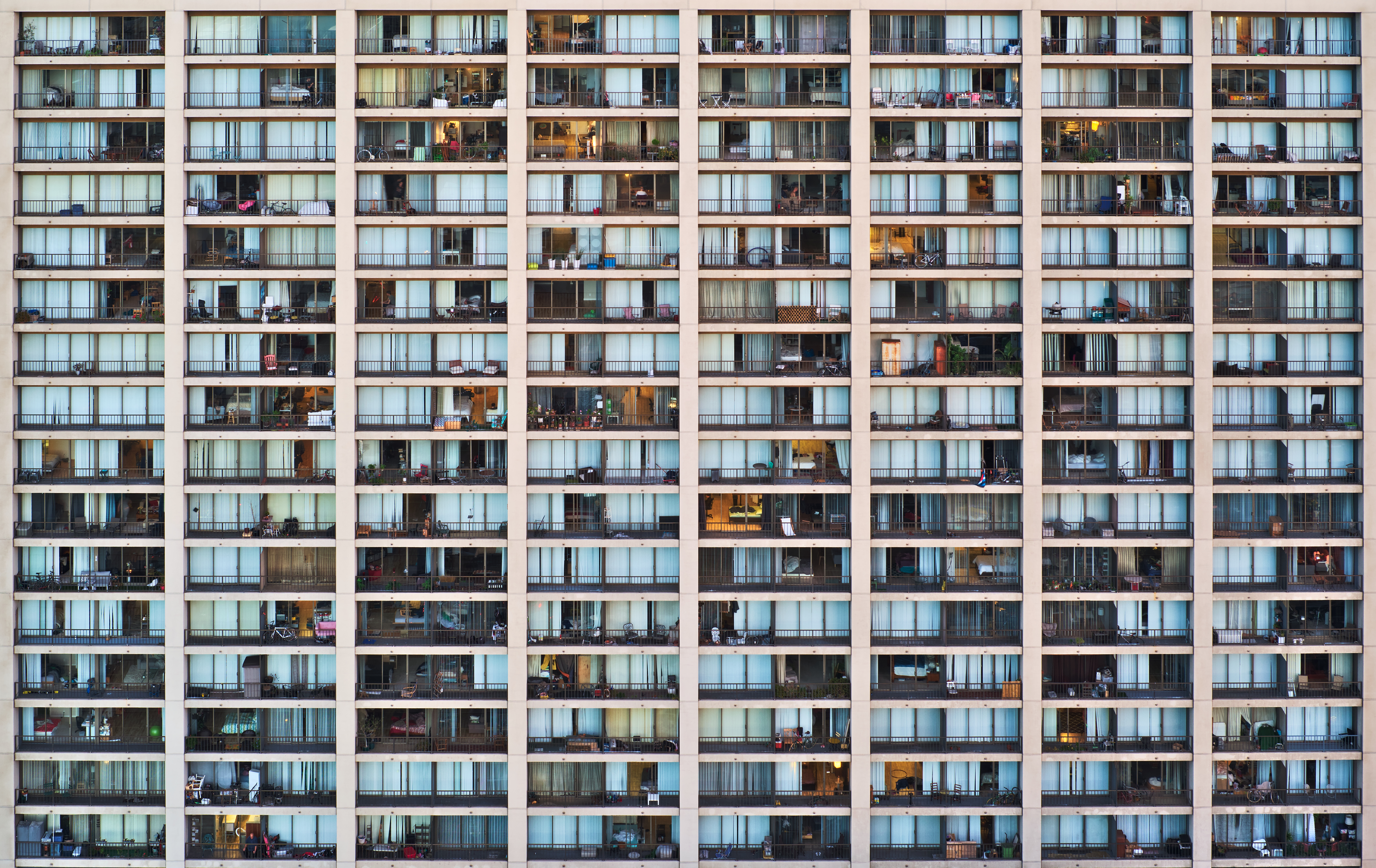
Mieszkania w bloku mieszkalnym w San Francisco

Mieszkanie – zespół pomieszczeń mieszkalnych i pomocniczych mający odrębne wejście, wydzielony stałymi przegrodami budowlanymi, umożliwiający stały pobyt ludzi i prowadzenie samodzielnego gospodarstwa domowego. Mieszkanie w świetle ustawy o własności lokali, to lokal mieszkalny.
Wśród form budownictwa mieszkaniowego wyróżnia się mieszkania:
- spółdzielcze (oddawane do użytku przez spółdzielnię mieszkaniową dla członków tej spółdzielni)
- komunalne (budowane za pieniądze z budżetu gminy, głównie lokale socjalne i interwencyjne)
- przeznaczone na sprzedaż i wynajem
- społeczno-czynszowe (realizowane przez towarzystwo budownictwa społecznego przy wsparciu Krajowego Funduszu Mieszkaniowego i przez społeczne inicjatywy mieszkaniowe ze środków Rządowego Funduszu Rozwoju Mieszkalnictwa)
- indywidualne
- zakładowe.

W Polsce rynek najmu mieszkań należy do jednego z najsłabiej rozwiniętych w Europie. Dostępność nowego mieszkania jako dobra w relacji do przeciętnego wynagrodzenia w poszczególnych miastach w Polsce jest zróżnicowana w zależności od regionu.

## Mieszkania komunalne
Mieszkanie komunalne (dawniej w ustroju komunistycznym: kwaterunkowe) jest własnością gminy i przydzielane osobom, które o nie wnioskują zgodnie z określonymi przez gminę kryteriami jako specyficzna forma pomocy społecznej.
W Polsce mieszkania komunalne były wielokrotnie przedmiotem przestępstw korupcyjnych, w których urzędnicy pobierali łapówki za przyspieszenie przydziału poza kolejką. Szacunkowo około 10% mieszkań jest również wykorzystywanych niezgodnie z przeznaczeniem – na przykład wynajmowanych osobom trzecim, podczas gdy uprawniony najemca mieszka gdzie indziej.
Zgodnie z raportem Najwyższej Izby Kontroli z 2013 roku gospodarka mieszkaniami komunalnymi w większości samorządów w Polsce jest nieracjonalna i chaotyczna:
- w 60% gmin brakuje przejrzystych zasad przyznawania mieszkań, co sprzyja korupcji
- brak jest rzetelnej ewidencji lokali komunalnych
- brak racjonalnej polityki wobec stawek czynszowych skutkuje ustawianiem ich na poziomie, który nie pozwala na utrzymanie lokali w dobrym stanie technicznym
- brak jest długoterminowych planów gospodarki zasobem komunalnym
- gminy w żaden sposób nie monitorują czy w trakcie najmu sytuacja finansowa najemców nie poprawiła się, ani czy z lokali w ogóle korzystają osoby uprawnione
- egzekucja zaległości czynszowych jest nieskuteczna i spóźniona, co prowadzi do narastania zadłużenia lokali komunalnych (w latach 2009–2011 kwota zadłużenia na samym czynszu wzrosła o 33%, z 587 mln do 881 mln zł)
- rośnie lista oczekujących na mieszkania komunalne – w 34 skontrolowanych gminach było ich 48 tysięcy, przy czym gminy rocznie przyznawały mieszkania zaledwie 16% oczekujących.

## Mieszkania przeznaczone na sprzedaż i wynajem

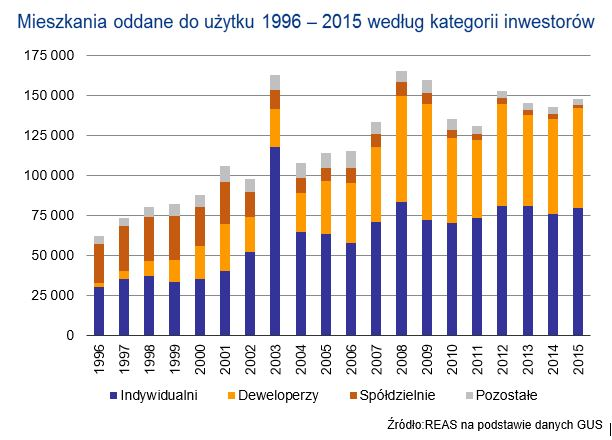
Mieszkania oddane do użytku 1996-2015 wg typu inwestorów

Zgodnie z podziałem przyjętym przez GUS mieszkania przeznaczone na sprzedaż i wynajem realizowane są w celu osiągnięcia zysku przez inwestorów instytucjonalnych, którymi mogą być m.in. firmy deweloperskie, gminy, spółdzielnie lub towarzystwa budownictwa społecznego.
Obecnie do tej grupy zalicza się około 35% budowanych w Polsce lokali mieszkalnych i zdecydowana większość mieszkań powstających w budynkach wielorodzinnych. Segment zdominowany jest przez deweloperów, których działalność koncentruje się na budowie mieszkań na sprzedaż.
W odróżnieniu od rynków Europy Zachodniej i Stanów Zjednoczonych, gdzie sektor najmu podzielony jest proporcjonalnie pomiędzy osoby prywatne i inwestorów instytucjonalnych, w Polsce do 2015 roku praktycznie nie działały podmioty profesjonalnie zajmujące się komercyjnym najmem mieszkań. Sytuacja zmieniła się wraz z utworzeniem przez państwowy Bank Gospodarstwa Krajowego podmiotu dedykowanego działalności w tym segmencie.
W 2016 roku natomiast odnotowane zostały w Polsce pierwsze inwestycje zagranicznych inwestorów instytucjonalnych, którzy dokonali zakupu całych pakietów mieszkań (budynków) z przeznaczeniem na wynajem.